# Колёновске (гмина)
Колёновске (пол. Kolonowskie) — городско-сельская гмина (волость) в Польше, входит как административная единица в Стшелецкий повет, Опольское воеводство. Население — 6267 человек (на 2004 год).

## Демография
| Перепись                       | Всего   | Всего | Женщины | Женщины | Мужчины | Мужчины |
| ------------------------------ | ------- | ----- | ------- | ------- | ------- | ------- |
| Единицы                        | человек | %     | человек | %       | человек | %       |
| Население                      | 6267    | 100   | 3219    | 51,4    | 3048    | 48,6    |
| Плотность населения (чел./км²) | 75      | 75    | 38,5    | 38,5    | 36,5    | 36,5    |

## Поселения
1. Фосовске
2. Колёновске
3. Спорок
4. Станище-Мале
5. Станище-Вельке

## Соседние гмины
1. Гмина Добродзень
2. Гмина Емельница
3. Гмина Озимек
4. Гмина Стшельце-Опольске
5. Гмина Завадзке